# GP西フランス・プルエー2011
GP西フランス・プルエー2011は、GP西フランス・プルエーの75回目のレース。2011年8月28日に行われ、グレガ・ボレが残り2km地点から仕掛け、大集団のスプリント争いを制した。また、別府史之が8位に入り、UCIワールドツアーポイント10を獲得した。

## 参加チーム
- 斜字はコンチネンタルプロチーム

- AG2R・ラ・モンディアル
- アスタナ・チーム
- BMC・レーシングチーム
- エウスカルテル・エウスカディ
- ガーミン・サーヴェロ
- ランプレ・ISD
- レオパルド・トレック
- リクイガス・キャノンデール
- オメガファーマ・ロット
- クイックステップ
- ラボバンク
- チーム・HTC - ハイロード
- チーム・カチューシャ
- チーム・モビスター
- チーム・レディオシャック
- チーム・サクソバンク - サンガード
- チームスカイ
- ヴァカンソレイユ・DCM
- ブルターニュ - シュラー
- コフィディス
- ヨーロッパカー
- ソル・ソジャスュン
- スキル・シマノ

## 結果
プルエー 248.3km
| 順位 | 選手名                 | 国籍           | チーム                   | 時間          |
| ---- | ---------------------- | -------------- | ------------------------ | ------------- |
| 1    | グレガ・ボレ           | スロベニア     | ランプレ・ISD            | 6時間32分40秒 |
| 2    | サイモン・ジェラン     | オーストラリア | チーム・スカイ           | 同            |
| 3    | トマ・ヴォクレール     | フランス       | ヨーロッパカー           | 同            |
| 4    | トル・フースホフト     | ノルウェー     | ガーミン・サーヴェロ     | 同            |
| 5    | ジャコモ・ニッツォーロ | イタリア       | レオパード・トレック     | 同            |
| 6    | アルノー・ジェラール   | フランス       | FDJ                      | 同            |
| 7    | ホセ・ホアキン・ロハス | スペイン       | チーム・モビスター       | 同            |
| 8    | 別府史之               | 日本           | チーム・レディオシャック | 同            |
| 9    | ジュリアン・シモン     | フランス       | ソル・ソジャスュン       | 同            |
| 10   | ヨアン・オフルド       | フランス       | FDJ                      | 同            |
| 112  | 新城幸也               | 日本           | ヨーロッパカー           | +2分31秒      |

## UCIワールドツアー個人総合成績
8月29日現在
| 順位 | 選手名                           | 国籍           | チーム                            | ポイント |
| ---- | -------------------------------- | -------------- | --------------------------------- | -------- |
| 1    | カデル・エヴァンス               | オーストラリア | BMC・レーシングチーム             | 574      |
| 2    | フィリップ・ジルベール           | ベルギー       | オメガファーマ・ロット            | 568      |
| 3    | アルベルト・コンタドール         | スペイン       | チーム・サクソバンク - サンガード | 471      |
| 4    | ミケーレ・スカルポーニ           | イタリア       | ランプレ・ISD                     | 348      |
| 5    | ホアキン・ロドリゲス             | スペイン       | チーム・カチューシャ              | 328      |
| 6    | サムエル・サンチェス             | スペイン       | エウスカルテル・エウスカディ      | 307      |
| 7    | フランク・シュレク               | ルクセンブルク | レオパルド・トレック              | 284      |
| 8    | エドヴァルド・ボアソン・ハーゲン | ノルウェー     | チーム・スカイ                    | 260      |
| 9    | アンディ・シュレク               | ルクセンブルク | レオパルド・トレック              | 252      |
| 10   | ファビアン・カンチェラーラ       | スイス         | レオパルド・トレック              | 250      |
| 127  | 別府史之                         | 日本           | チーム・レディオシャック          | 10       |